# Libor Michálek
Libor Michálek (* 14. prosince 1968 Náchod) je český ekonom, politik, úředník, středoškolský profesor a whistleblower známý kritikou a odhalováním korupčních praktik. V letech 2012 až 2018 byl senátorem za obvod č. 26 – Praha 2, od října 2018 do ledna 2023 byl předsedou hnutí VIZE pro Česko.

## Vzdělání, profese a rodina
Maturitu složil na gymnáziu v Přerově. Je absolventem Přírodovědecké fakulty Univerzity Palackého v Olomouci a manažerského programu na Masarykově univerzitě. Dříve pracoval jako makléř ve Fondu národního majetku, v dohledu nad kapitálovým trhem na ministerstvu financí, v Komisi pro cenné papíry jako ředitel odboru kolektivního investování. Působil též jako expert dohledu nad finančním trhem v České národní bance. Jako konzultant pro licenční standardy pracoval ve Světové bance. V srpnu 2010 se stal ředitelem Státního fondu životního prostředí.
Libor Michálek se zabýval také publikační a osvětovou činností v oblasti nemovitostních fondů a kolektivního investování. Získal certifikát Optimalizace práce manažera na Úřadu vlády ČR a certifikát Management a technika vedení lidí u firmy Hewlett-Packard.
Libor Michálek je ženatý a praktikující křesťan, člen charismatického evangelikálního společenství International Christian Fellowship v Praze.

## Boj proti korupci

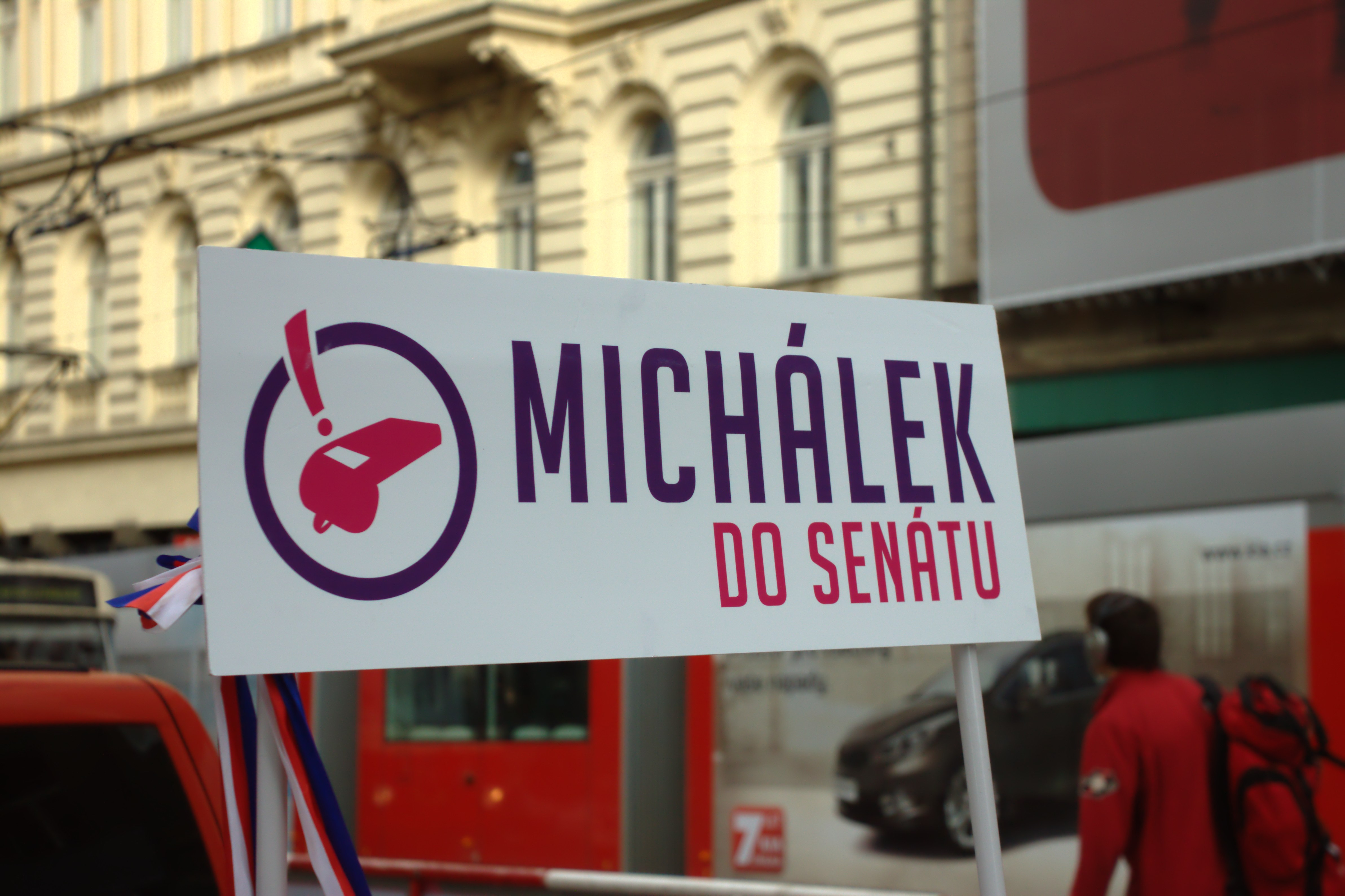
Stánek Libora Michálka v senátní kampani 2012

V roce 1996, kdy pracoval ve Fondu národního majetku, kritizoval pomalou privatizaci bank a únik peněz (tunelování) z privatizačních fondů. Michálek tehdy okamžitě přišel o místo. Obrátil se na soud a ten mu nakonec (tj. cca po 6 měsících) dal za pravdu. Později se angažoval v odškodňování investorů postižených finanční kriminalitou.
Poté, co Libor Michálek podal 13. prosince 2010 trestní oznámení kvůli podezření z trestného činu pletichy při zadání veřejné zakázky a při veřejné soutěži (jednalo se o zakázku na čističku odpadních vod, jejíž cena měla být předražena o 3 miliardy Kč a vítězná firma z této ceny měla vracet úplatky ve výši 1,5 miliardy Kč), byl následujícího dne ministrem Pavlem Drobilem odvolán z funkce ředitele Státního fondu životního prostředí. Ministr zároveň poslal na nucenou dovolenou náměstka ředitele SFŽP Dušana Fibingra a s okamžitou platností ukončil poradenskou smlouvu s Martinem Knetigem. Důvodem těchto opatření podle Drobila bylo, že členové vrcholového vedení Fondu včetně ministrova poradce naprosto ztratili schopnost komunikovat, nahrávali se skrytými mikrofony a navzájem na sebe podali trestní oznámení.

## Politické působení
Na konci července 2012 Libor Michálek oznámil, že bude v obvodu č. 26 – Praha 2 kandidovat do Senátu ve volbách v roce 2012 za koalici Pirátů, Strany zelených a KDU-ČSL. Ve volebním programu měl např. posílení přímé demokracie, boj proti korupci, podporu rodinné a sociální politiky, ochranu veřejného zájmu a životního prostředí. V prvním kole senátních voleb se umístil na 1. místě, když získal 24,31 % hlasů. Ve druhém kole byl zvolen senátorem ziskem 74,39 % hlasů.
Po volbách do Senátu PČR v roce 2014 byl zvolen místopředsedou nově vzniklého Senátorského klubu Zelení – nezávislí. Michálek z něj ale v listopadu zase vystoupil, čímž přestal klub existovat, protože neměl dostatečný počet členů. Michálkovi vadily autoritářské prvky řízení klubu. On sám podle svého stanoviska byl naopak nařčen z toho, že si klade ultimativní požadavky.
Ve volbách do Senátu PČR v roce 2018 obhajoval svůj mandát za Piráty a hnutí VIZE v obvodu č. 26 – Praha 2. Se ziskem 15,57 % hlasů skončil v prvním kole voleb na 2. místě a ve druhém kole se utkal s bývalým prezidentským kandidátem Markem Hilšerem. V něm však prohrál poměrem hlasů 20,24 % : 79,75 %, a mandát senátora tak neobhájil.
V polovině října 2018 se stal prvním předsedou hnutí VIZE pro Česko (zkratka VIZE), za něž neúspěšně kandidoval v doplňovacích volbách do Senátu PČR v dubnu 2019 v obvodu č. 24 – Praha 9. Získal 5,87 % hlasů, a skončil tak na 6. místě.
V červenci 2022 na dotaz serveru Novinky.cz oznámil, že má zájem kandidovat na funkci prezidenta ČR v prezidentských volbách v lednu 2023 a snaží se sesbírat potřebných 50 tisíc podpisů od občanů pro svoji kandidaturu. Kandidovat chtěl pod heslem „Srdce pro spravedlnost“. Nakonec však kandidaturu vůbec nepodal.
Dne 21. ledna 2023 bylo hnutí VIZE pro Česko, ve kterém od roku 2018 působil jako předseda, vymazáno z rejstříku politických stran a hnutí z důvodu přeměny na spolek s názvem „VIZE pro Česko, zapsaný spolek“.

## Ocenění
- V březnu 2011 byl za boj proti korupci oceněn Nadačním fondem proti korupci, cena byla spojena s darem 500 000 Kč.[22][23]
- V květnu 2011 mu Nadace Charty 77 udělila Cenu Františka Kriegla za statečný, systematický a nekompromisní boj proti korupci ve státní správě.[24]